# Gudžiai
Gudžiai är en ort i Litauen. Den ligger i den södra delen av landet, 70 km sydväst om huvudstaden Vilnius. Gudžiai ligger 138 meter över havet och antalet invånare är 400.
Terrängen runt Gudžiai är mycket platt. Runt Gudžiai är det glesbefolkat, med 13 invånare per kvadratkilometer. Närmaste större samhälle är Varėna, 13,4 km sydost om Gudžiai. Omgivningarna runt Gudžiai är en mosaik av jordbruksmark och naturlig växtlighet.